# Обсерватория Апачи-Пойнт
Обсерватория Апачи-Пойнт (англ. Apache Point Observatory (APO)) — астрономическая обсерватория, основанная в 1998 году в Санспот, округ Отеро, Нью-Мексико, США. Обсерватория принадлежит Астрофизическому исследовательскому Консорциуму (Astrophysical Research Consortium). Обсерватория известна в первую очередь тем, что в ней реализуется Слоановский цифровой небесный обзор (SDSS).

## Инструменты обсерватории
- Астрофизический исследовательский Консорциум:[1][2]

- 3,5-метровый рефлектор; сейчас используется для проекта APOLLO — для лазерных измерений расстояния до Луны (лазерная локация Луны) (с октября 2005 года)
- 2,5-метровый рефлектор — Sloan Digital Sky Survey
- 0,5-метровый фотометрический телескоп ARCSat — используется для SDSS (f/8.0)

- Университет штата Нью-Мексико:

- 1,0-метровый рефлектор

## Направления исследований
- Оптическая и ближний ИК-диапазон
- Глубокие обзоры (фотометрия, астрометрия, спектроскопия)
- Лазерная локация Луны

## Основные достижения
- В рамках обзора SDSS открыт 541 астероид с 1998 по 2004 года, которые уже получили постоянное обозначение[3]
- 151306 астрометрических измерений опубликовано с 1998 по 2010 года[4]

## Адрес обсерватории
- 2001 Apache Point Road, P.O. Box 59, Sunspot, NM 88349-0059

## Интересные факты
- С помощью телескопа APOLLO проводятся измерения расстояния до Луны с точностью до миллиметра.